# 菲斯 (兰德克县)
菲斯 (兰德克县)是奥地利蒂罗尔州兰德克县的一个市镇。总面积37.7平方公里，总人口1036人，人口密度27.5人/平方公里（2005年）。